# Филип Миша
Филип Миша (на румънски: Filip Mișa) или Мишя (Mişea) е арумънски активист, османски политик.

## Биография
Миша е роден във влашко семейство в смесения българо-влашки македонски град Хрупища, тогава в Османската империя, днес в Гърция. Завършва Румънския лицей в Битоля през 1894 г. По-късно завършва медицина. Участва в редакционния комитет на списание „Фръцилия“ в Солун. Избран е за депутат в Османския парламент на парламентарните избори през 1908 година и на тези от 1912 година като независим от Корча, Битолски вилает.